# Cantone di Flers-2
Il Cantone di Flers-2 è una divisione amministrativa dell'Arrondissement di Argentan.
È stato costituito a seguito della riforma approvata con decreto del 25 febbraio 2014, che ha avuto attuazione dopo le elezioni dipartimentali del 2015.

## Composizione
Comprende parte della città di Flers e i 6 comuni di:
- Aubusson
- Landigou
- Montilly-sur-Noireau
- Saint-Georges-des-Groseillers
- Saint-Pierre-du-Regard
- La Selle-la-Forge